# Episodi di Seinfeld (ottava stagione)
L'ottava stagione della serie televisiva Seinfeld, composta da 22 episodi, è stata trasmessa in prima visione negli Stati Uniti d'America dalla NBC dal 19 settembre 1996 al 15 maggio 1997.
In Italia è stata trasmessa in prima visione da TMC.
| nº | Titolo originale     | Titolo italiano            | Prima TV USA      | Prima TV Italia |
| -- | -------------------- | -------------------------- | ----------------- | --------------- |
| 1  | The Foundation       | La fondazione              | 19 settembre 1996 |                 |
| 2  | The Soul Mate        | L'anima gemella            | 26 settembre 1996 |                 |
| 3  | The Bizarro Jerry    | Bizzarro Jerry             | 3 ottobre 1996    |                 |
| 4  | The Little Kicks     | La danza dei calci         | 10 ottobre 1996   |                 |
| 5  | The Package          | Il pacco bomba             | 17 ottobre 1996   |                 |
| 6  | The Fatigues         | Un mentore poco affidabile | 31 ottobre 1996   |                 |
| 7  | The Checks           | Gli assegni                | 7 novembre 1996   |                 |
| 8  | The Chicken Roaster  | La rosticceria             | 14 novembre 1996  |                 |
| 9  | The Abstinence       | L'astinenza                | 21 novembre 1996  |                 |
| 10 | The Andrea Doria     | L'appartamento             | 19 dicembre 1996  |                 |
| 11 | The Little Jerry     | L'assegno fasullo          | 9 gennaio 1997    |                 |
| 12 | The Money            | Questione di denaro        | 16 gennaio 1997   |                 |
| 13 | The Comeback         | La battuta giusta          | 30 gennaio 1997   |                 |
| 14 | The Van Buren Boys   | La gang                    | 6 febbraio 1997   |                 |
| 15 | The Susie            | Povera Susie               | 13 febbraio 1997  |                 |
| 16 | The Pothole          | La buca                    | 20 febbraio 1997  |                 |
| 17 | The English Patient  | Il paziente inglese        | 13 marzo 1997     |                 |
| 18 | The Nap              | La pennichella di George   | 10 aprile 1997    |                 |
| 19 | The Yada Yada        | Bla bla bla                | 24 aprile 1997    |                 |
| 20 | The Millennium       | Il nuovo millennio         | 1º maggio 1997    |                 |
| 21 | The Muffin Tops      | Il turista                 | 8 maggio 1997     |                 |
| 22 | The Summer of George | L'estate di George         | 15 maggio 1997    |                 |